# Europäische Gemeinschaft für Kohle und Stahl

Flagge der EGKS von 1986 bis 2002

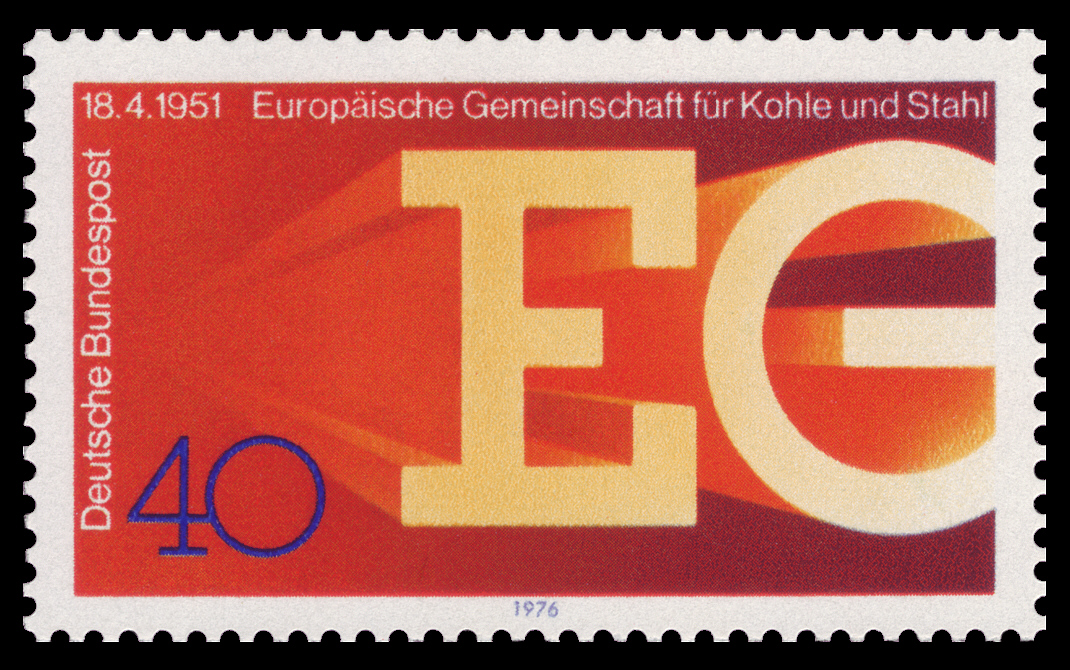
Deutsche Briefmarke von 1976 zu „25 Jahre EGKS“

Die Europäische Gemeinschaft für Kohle und Stahl, kurz offiziell EGKS, oft auch Montanunion genannt, war ab 1951 ein europäischer Wirtschaftsverband und die älteste der drei Europäischen Gemeinschaften und die „Keimzelle der Europäischen Union“ (Christoph Driessen). Sie gab allen Mitgliedstaaten Zugang zu Kohle und Stahl, ohne Zoll zahlen zu müssen. Eine besondere Neuheit war die Gründung einer Hohen Behörde, die im Bereich der Montanindustrie, also der Kohle- und Stahlproduktion, gemeinsame Regelungen für alle Mitgliedstaaten treffen konnte. Die EGKS war damit die erste supranationale Organisation überhaupt; anfangs wurde ihr supranationaler Charakter (dt. Fassung: „überstaatlicher“ Charakter) ausdrücklich in Artikel 9 des EGKS-Vertrages vom 18. April 1951 erwähnt. Die Mitglieder der Hohen Behörde waren nicht mehr ihren Herkunftsländern, sondern dem Gemeinwohl verpflichtet. „Damit“, so der EU-Historiker Christoph Driessen, „wurde erstmals in der Geschichte der Versuch unternommen, den mörderischen Wettbewerb zwischen den europäischen Nationalstaaten durch übernationale Strukturen zu beenden“.
Die Gründerstaaten des EGKS-Vertrages waren Belgien, die Bundesrepublik Deutschland, Frankreich, Italien, Luxemburg und die Niederlande. Der EGKS-Vertrag, der für eine Dauer von 50 Jahren geschlossen wurde, lief am 23. Juli 2002 aus. Er wurde nicht verlängert; seine Regelungsmaterie wurde fortan dem EG-Vertrag zugerechnet, seit 2009 dem Vertrag über die Arbeitsweise der Europäischen Union. Da die EGKS ein Teil der Europäischen Gemeinschaften, später auch der Europäischen Union war, bedeutete der Beitritt eines Staates zu den Europäischen Gemeinschaften bzw. der Europäischen Union jeweils auch einen Beitritt zur EGKS, sodass bei der Beendigung des EGKS neben den Gründerstaaten auch Dänemark, Irland, das Vereinigte Königreich, Griechenland, Portugal, Spanien, Finnland, Österreich und Schweden Mitglieder waren.

## Geschichte

Gründungsmitglieder der EGKS (nördliches Algerien als Teil des französischen Mutterlandes)

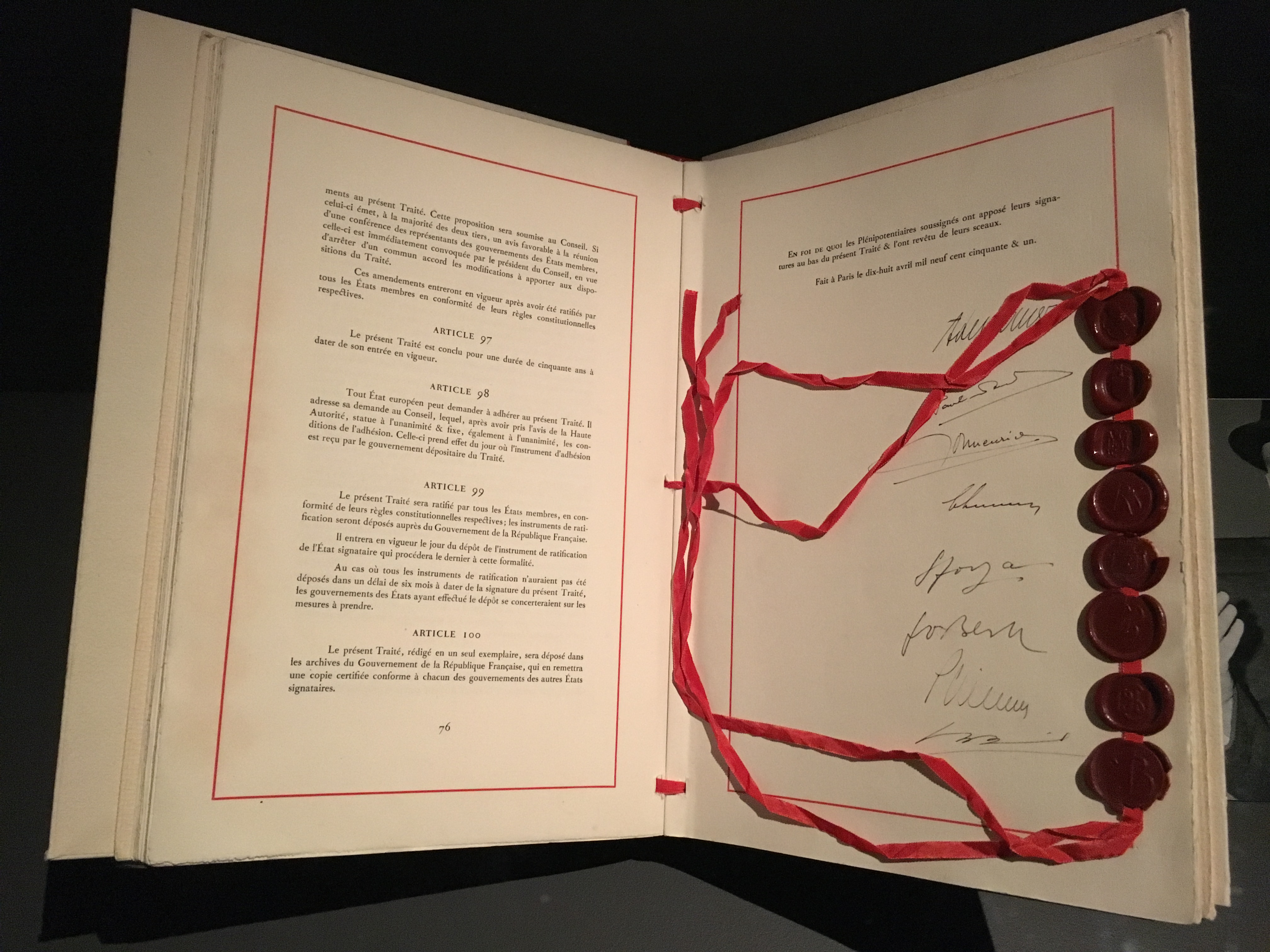
Vertrag von 1951

Die Organisation wurde am 18. April 1951 durch den Vertrag von Paris gegründet und trat am 23. Juli 1952 in Kraft. Der EGKS-Vertrag ging auf den Schuman-Plan, eine Initiative des französischen Außenministers Robert Schuman, zurück, in der er dem deutschen Kanzler Konrad Adenauer einen Vorschlag machte, dem dieser sofort zustimmte: gemeinsame Kontrolle der Montanindustrie der Mitgliedstaaten ohne Zoll. Das bedeutete, dass das Ruhrgebiet, das damals unter der Kontrolle der Internationalen Ruhrbehörde und britischer Besatzung stand und dessen Anlagen bis 1949 zum Teil als Reparationen demontiert wurden, eine Chance für neues Wachstum bekam.
Die Montanunion galt einige Jahre lang als ein „Schwungrad“ des wirtschaftlichen Neuaufbaus in Westdeutschland. Die Idee, die deutsche und französische Kohle- und Stahlpolitik zu harmonisieren, war aber nicht neu. In der OEEC gab es bereits Diskussionen über eine Neustrukturierung der Kohle- und Stahlindustrien. Auch die Internationale Rohstahlgemeinschaft von 1926/31, ein Kartell der deutschen, französischen, belgischen und luxemburgischen Stahlproduzenten, hatte z. T. vergleichbare Aufgaben gehabt.
Hauptziel des Vertrages war in der Argumentation Schumans die Sicherung des innereuropäischen Friedens durch die „Vergemeinschaftung“, also die gegenseitige Kontrolle der kriegswichtigen Güter Kohle und Stahl, sowie die Sicherstellung dieser für den Wiederaufbau nach dem Zweiten Weltkrieg entscheidenden Produktionsfaktoren. Die DDR bezeichnete die Montanunion als Rüstungsbasis des aggressiven Nordatlantikpaktes.
Das deutsche Bundeswirtschaftsministerium unter der Ägide von Ludwig Erhard zeigte sich ausgesprochen skeptisch. Erhard war nicht bereit, den politischen Zielen einer Integration alle volkswirtschaftlichen Grundsätze hintenanzustellen. Nach Nikolaus Bayer war das „Hauptziel“, das Bundeskanzler Adenauer mit der Montanunion verfolgte, „eine schnelle Rückführung Deutschlands als gleichberechtigtes Mitglied in die westliche Staatengemeinschaft“. Dafür sei Adenauer durchaus auch bereit gewesen, in Detailfragen Kompromisse einzugehen oder Nachteile in Kauf zu nehmen. Ludolf Herbst beschreibt die Situation der deutschen Bundesregierung zu der Zeit mit den Worten: „Da Bonn über nationale Souveränität noch nicht verfügte, bedeutete Supranationalität an sich keinen Verzicht.“ Großbritannien lehnte den Plan ab; es hatte Angst, dass dieser Plan seine Souveränität beeinträchtigen würde.
In Deutschland selbst lehnte die Sozialdemokratische Opposition den Plan zunächst ab, da dieser die junge Bundesrepublik auf eine Westintegration festgelegt hätte. Die SPD hatte jedoch die Hoffnung auf eine Wiedervereinigung Deutschlands als blockfreier bzw. neutraler Staat noch nicht aufgegeben. Der DGB hingegen, der an den Verhandlungen zur EGKS ebenfalls teilnahm, setzte sich im Laufe des Prozesses von den SPD-Positionen ab: man stimmte der Westintegration als Teil einer Europäischen Integration zu und erreichte damit eine gewerkschaftliche Mitbestimmung in den Institutionen der Montanunion.
Nach vielen Verhandlungen mit der deutschen Regierung stellte Jean Monnet am 20. Juni 1950 einen Vertragsentwurf vor. Die nationalen Delegationen sollten zuerst die Vorschläge prüfen. So wurde im Bundeskabinett eigens ein Ausschuss für den Schuman-Plan gegründet. Am 29. Juni wurden dann Empfehlungen vom Bundeskabinett verabschiedet. Vor dem Hintergrund internationaler Entwicklungen – im Fernen Osten war gerade der Koreakrieg ausgebrochen – und wegen der niederländischen Opposition gegen die Kompetenzen der Hohen Behörde wollte Monnet die Beteiligten zur Unterschrift drängen. Bundeskanzler Adenauer forderte mehr Zeit, um den Entwurf in Ruhe analysieren zu können. Die Bundesregierung, im Besonderen Wirtschaftsminister Erhard, machte klar, dass Deutschland diesem Plan nur zustimmen würde, wenn die Kontrollen über die Ruhrindustrie abgeschafft würden. Nach Erhards Meinung könne im Rahmen einer freieren Wirtschaftspolitik selbst in normalen Zeiten nicht auf eine hoheitliche Regelung der Preise für Kohle und Stahl verzichtet werden. Am 14. März 1951 wurde schließlich ein Kompromiss erreicht, so dass der EGKS-Vertrag am 18. April 1951 unterzeichnet werden konnte.
In Deutschland lagen damals die reichsten Kohlevorkommen der sechs Länder. Frankreich erhielt damit vor allem Zugang zum Ruhrgebiet, welches in der vormals britischen Besatzungszone lag und dessen Rohstoffproduktion und wirtschaftliche Entwicklung bis dahin noch unter den Sanktionen der Siegermächte zu leiden hatte. Da Frankreich auch schon großen Einfluss im damals unabhängigen Saarland hatte, war dies eine weitere Möglichkeit, von Rohstofflagerstätten zu profitieren. Um den Zugang zu den deutschen Industriegebieten zu realisieren, forderte Frankreich vor allem die Kanalisierung der Mosel.
Die Organe der EGKS, der Europäischen Wirtschaftsgemeinschaft (EWG) und der Europäischen Atomgemeinschaft (EURATOM) wurden am 8. April 1965 durch den sogenannten Fusionsvertrag zusammengelegt. Die rechtliche Selbständigkeit der drei Gemeinschaften blieb hiervon jedoch unberührt.
Laut Bayer war die Montanunion bei ihrer Gründung eine beispiellose supranationale Organisation, an die die Mitgliedsstaaten freiwillig Teile ihrer Hoheitsrechte abtraten. Sie markierte damit den Beginn des Prozesses des europäischen Zusammenwachsens und hat maßgeblich auf die folgenden Schritte eingewirkt. Einerseits wurden in der von den USA stark befürworteten Montanunion Elemente des liberalen Kapitalismus übernommen und umgesetzt, andererseits markiert die Montanunion einen der ersten Schritte in der Emanzipation Europas von den USA. Der Historiker Ludolf Herbst schrieb 1989, „daß entscheidende Impulse zur Fortsetzung der europäischen Integration von der Montanunion ausgingen.“
Schon 1913 förderten an der Ruhr 400 000 Bergleute, mit Schichtlohn 6,82 Goldmark, in 234 Schachtanlagen 114 Millionen Tonnen Kohle zutage, ebenso viel wie 1952, wobei jedoch die Zechen immer tiefere Sohlen (über 1000 Meter) erschließen und weiter nach Norden wandern mussten. Dagegen war Erdöl in Deutschland kaum vorhanden und der Zugriff auf Quellen in zwei Weltkriegen umkämpft. Mitte der 1950er Jahre deckten die 151 Millionen Tonnen Kohle, die in Westdeutschland gefördert wurden, knapp 80 Prozent des westdeutschen Energiebedarfs. Doch bald gab es zu viel einheimische Kohle, gelagert auf Kohlenhalden, und zu teuer, denn dank Westintegration war „das billige Heizöl, das aus Orient und Okzident die Bundesrepublik überschwemmt“, nun verfügbar und in der Anwendung auch noch vielseitiger und bequemer. Damals prophezeite die Montan-Union dass die bundesrepublikanische Kohleförderung weitgehend stabil bliebe und 1965 mit 150 Millionen Tonnen noch 75 Prozent des Energiebedarfs abdecke, Öl allenfalls einen Anteil von 4,5 Prozent (in der Einheit SKE neun Millionen Tonnen) erreichen werde. Der westdeutsche Energieverbrauch stieg jedoch 1965 anstatt auf 200 auf 268 Millionen Tonnen Steinkohleeinheiten, und die Kohle deckte davon nur noch 42,1 Prozent (113 Millionen Tonnen), denn Erdöl war angewachsen nicht auf 4, sondern auf 41,2 Prozent (110,5 Millionen Tonnen SKE). Schneller als erwartet verdrängten Ölheizungen in vielen Haushalten Kohleheizungen und Diesellokomotiven verdrängten Dampflokomotiven. Die einsetzende Massenmotorisierung war nur mit Benzin möglich, nicht mit Kohlebriketts, auch nicht mit der aus Kriegszeiten noch bekannten Kohleverflüssigung (Kohlehydrierung, Coal-to-Liquid CtL).
Anderswo begann der Abstieg der Kohle noch früher. Nach Bergarbeiterstreiks in Belgien forderten Anfang 1959 die drei Benelux-Staaten, in der Montanunion offiziell eine „offensichtliche“ Krise im Sinne des Artikel 58 des EGKS-Vertrages auszurufen. Damit würde das Luxemburger Montanpräsidium Vollmacht für drastische Lenkungsmaßnahmen gegeben, mit Erzeugungsquoten und Ausgleichszahlungen. Die drei anderen Länder – Deutschland, Frankreich und Italien – lehnten dies ab.
In den 1950er Jahren erschloss Frankreich in seiner Kolonie Algerien große Erdöl- und Erdgasvorkommen. Im Frühjahr 1959 forderte die französische Regierung unter Charles de Gaulle – auch mit Verweis darauf – eine Revision der Montanunion.

## Zeittafel
| Unterz. In Kraft Vertrag                    | 1948 Brüsseler Pakt                                               | 1951 1952 Paris                                                   | 1954 1955 Pariser Verträge                      | 1957 1958 Rom                                       | 1965 1967 Fusions- vertrag                          | 1986 1987 Einheitliche Europäische Akte | 1992 1993 Maastricht     | 1992 1993 Maastricht          | 1997 1999 Amsterdam           | 2001 2003 Nizza        | 2001 2003 Nizza | 2007 2009 Lissabon |  |  |  |  |  |  |  |  |  |
|                                             |                                                                   |                                                                   |                                                 |                                                     |                                                     |                                         |                          |                               |                               |                        |                 |                    |  |  |  |  |  |  |  |  |  |
| Europäische Gemeinschaften                  | Europäische Gemeinschaften                                        | Drei Säulen der Europäischen Union                                | Drei Säulen der Europäischen Union              | Drei Säulen der Europäischen Union                  | Drei Säulen der Europäischen Union                  | Drei Säulen der Europäischen Union      |                          |                               |                               |                        |                 |                    |  |  |  |  |  |  |  |  |  |
|                                             | Europäische Atomgemeinschaft (Euratom)                            | Europäische Atomgemeinschaft (Euratom)                            | →                                               |                                                     |                                                     |                                         | ←                        |                               |                               |                        |                 |                    |  |  |  |  |  |  |  |  |  |
|                                             |                                                                   |                                                                   | →                                               | Europäische Gemeinschaft für Kohle und Stahl (EGKS) | Europäische Gemeinschaft für Kohle und Stahl (EGKS) | Vertrag 2002 ausgelaufen                | Vertrag 2002 ausgelaufen |                               | Europäische Union (EU)        | Europäische Union (EU) |                 |                    |  |  |  |  |  |  |  |  |  |
|                                             |                                                                   |                                                                   | →                                               | Europäische Wirtschaftsgemeinschaft (EWG)           | Europäische Wirtschaftsgemeinschaft (EWG)           |                                         | ←                        | Europäische Gemeinschaft (EG) | Europäische Gemeinschaft (EG) | Europäische Union (EU) |                 |                    |  |  |  |  |  |  |  |  |  |
|                                             |                                                                   |                                                                   | →                                               | Justiz und Inneres (JI)                             |                                                     |                                         | ←                        | Europäische Gemeinschaft (EG) | Europäische Gemeinschaft (EG) | Europäische Union (EU) |                 |                    |  |  |  |  |  |  |  |  |  |
|                                             | Polizeiliche und justizielle Zusammenarbeit in Strafsachen (PJZS) | Polizeiliche und justizielle Zusammenarbeit in Strafsachen (PJZS) | →                                               | Justiz und Inneres (JI)                             | ←                                                   |                                         |                          |                               |                               | Europäische Union (EU) |                 |                    |  |  |  |  |  |  |  |  |  |
| Europäische Politische Zusammenarbeit (EPZ) | →                                                                 | Gemeinsame Außen- und Sicherheitspolitik (GASP)                   | Gemeinsame Außen- und Sicherheitspolitik (GASP) | Gemeinsame Außen- und Sicherheitspolitik (GASP)     | ←                                                   |                                         |                          |                               |                               | Europäische Union (EU) |                 |                    |  |  |  |  |  |  |  |  |  |
| Westunion (WU)                              | Westunion (WU)                                                    | Westeuropäische Union (WEU)                                       | Westeuropäische Union (WEU)                     | Westeuropäische Union (WEU)                         | Westeuropäische Union (WEU)                         |                                         |                          |                               |                               | Europäische Union (EU) |                 |                    |  |  |  |  |  |  |  |  |  |
| Westunion (WU)                              | Westunion (WU)                                                    | Westeuropäische Union (WEU)                                       | Westeuropäische Union (WEU)                     | Westeuropäische Union (WEU)                         | Westeuropäische Union (WEU)                         | aufgelöst zum 1. Juli 2011              |                          |                               |                               |                        |                 |                    |  |  |  |  |  |  |  |  |  |
|                                             |                                                                   |                                                                   |                                                 |                                                     |                                                     |                                         |                          |                               |                               |                        |                 |                    |  |  |  |  |  |  |  |  |  |

## Finanzierung
Die Finanzierung geschah ursprünglich über die EGKS-Umlage – faktisch eine Steuer – auf Kohle- und Stahlunternehmen, die direkt der Hohen Behörde der EGKS zugutekam. Die vertraglich festgelegte Maximalhöhe dieser Umlage lag bei einem Prozent. Sie wurde später eingestellt. Außerdem hatte die EGKS die Möglichkeit, Anleihen aufzunehmen, die sie jedoch selbst nur für die Vergabe von Krediten nutzen durfte.

## Organe
Die Organe der Gemeinschaft waren:
- Hohe Behörde: exekutive Gewalt mit neun unabhängigen Mitgliedern (legislatives Element, ging 1967 in der Europäischen Kommission auf), der ein Beratender Ausschuss zur Seite stand (Interessenvertretung, 51 Mitglieder: Arbeitgeber-, Arbeitnehmer- und Verbrauchsorganisatoren, heute Europäischer Wirtschafts- und Sozialausschuss)
- Besonderer Ministerrat („Rat“): Ressortminister der einzelnen Länder (Vorläufer des Rats der Europäischen Union)
- Gemeinsame Versammlung („Europäisches Parlament“): 78 Mitglieder, Vorläufer des Europäischen Parlaments, Kontrolle der Hohen Behörde
- Gerichtshof: sieben Mitglieder mit supranationaler Rechtsprechung (judikatives Element, Vorläufer des Europäischen Gerichtshofes)
- Rechnungshof: 12 Mitglieder

## Kritik

### Vor Vertragsabschluss
Clarence B. Randall, ein ehemaliger leitender Mitarbeiter der Economic Cooperation Administration bezichtigte in der Sommerausgabe 1951 der Zeitschrift Atlantic Monthly die Montanunion in einem langen Artikel des „Super-Sozialismus“. Die anstehende parlamentarische Absegnung der EGKS-Verträge war in seinen Augen ein Gang der freien Marktwirtschaft zum Schafott.
Die Wirtschaftsvereinigung Eisen- und Stahlindustrie (WVESI) versandte im Juni 1950 ein vertrauliches Rundschreiben an ihre Mitglieder mit einem achtzehnseitigen Exposé mit einer kritischen Untersuchung der Schuman-Deklaration vom 9. Mai. Es sah in der geplanten EGKS letztlich nichts anderes als eine „große kartellähnliche Organisation“ mit dem Ziel, den Wiederaufbau der französischen Nachkriegsindustrie abzusichern:

„Zweifellos sind die Monnetpläne zum Aufbau der französischen Wirtschaft in ein kritisches Stadium gelangt. Es hat keinen Sinn, den Ausbau der Eisen- und Stahlkapazität der französischen Werke auf 15 Mio to (Tonnen) vorzunehmen, wenn der entsprechende Absatzmarkt fehlt. Der Franzose ist immer auf Sicherheit bedacht. Er hat nicht mit dem schnellen Wiederaufbau unserer Stahlproduktion gerechnet. Eine Gegenüberstellung der Kapazitäten auf beiden Seiten zeigt, daß wir noch Reserven auf Erhöhung unserer Produktion haben, die in Frankreich z. Zt. noch fehlen dürften. Bei dieser Sachlage stehen die Franzosen vor der Entscheidung, den Ausbau ihrer Anlagen aufzustecken, oder aber zu erreichen, daß wir uns – nun nicht mehr durch politisches Diktat, sondern freiwillig […] in unserer Produktion einschränken.
Trotz prinzipieller Zusagen in Sachen gleicher Startbedingungen für alle beteiligten Industrien glaubten die deutschen Stahlkocher, in Zukunft nicht mehr selbst über [ihre] Produktion insgesamt und auf den einzelnen Werken bestimmen [zu] können. In diesem Zusammenhang erschien die Einsetzung einer supranationalen Kompetenz wie ein Schreckgespenst. Die sich abzeichnende «außerordentlich weitgehende Entscheidungsbefugnis» des Präsidenten der Hohen Behörde so wie die Feststellung, daß dieser wohl «kaum ein Deutscher» sein werde, bestärkten die Angst vor den «verhängnisvollen Folgen» einer von Frankreich beabsichtigten Politik, deren einziger Zweck es sei, die dynamische Werksmodernisierung zu unterbinden und die deutschen Hüttenbesitzer an die Leine zu legen.
Es ist daher von größter Bedeutung, bei dem Abschluß des Staatsvertrages Bedingungen herauszuholen, die uns erlauben, unsere Eisen- und Stahlindustrie angemessen zu entwickeln.“

Adenauer war mehr auf die politischen Vorteile des Schuman-Plans bedacht. Die Chancen, die deutsch-französischen Beziehungen neu zu gestalten und durch Gleichberechtigung und Gleichbehandlung das internationale Renommée der Bundesrepublik aufzuwerten, überwogen alle anderen Überlegungen.
Adenauer wies den Chef der deutschen Unterhändler Walter Hallstein unmissverständlich an, den Ausgang der Verhandlungen auf keinen Fall durch Sonderwünsche der „Ruhrkapitäne“ zu gefährden. Das war der französischen Seite recht. Durch den Koreakrieg war Frankreich einem immer stärker werdenden Druck der USA ausgesetzt, einer Wiederbewaffnung Deutschlands zuzustimmen. Monnet lag sehr daran, möglichst rasch ein unterschriftsreifes Vertragswerk abzuschließen. Die Lösung technischer Fragen sollte später erörtert werden. Wirtschaftliche Belange spielten für Paris nur eine untergeordnete Rolle. Die Industrie bekam nicht die von ihr nachdrücklich verlangten Sicherheiten.
Nicht nur in Deutschland, sondern auch in allen übrigen EGKS-Ländern attackierte die Unternehmerschaft den Plan. Sie fühlten sich bei der Formulierung der ökonomischen und institutionellen Bestimmungen völlig übergangen. Die Hohe Behörde wurde unter anderem als Instrument einer Art Verstaatlichung gesehen; der Vertreter Luxemburgs bezeichnete sie am 7. Mai 1951 als „Verwaltungsmonster“. Der französische Branchenverband Chambre Syndicale de la Sidérurgie Française (CSSF) befürchtete einen „Dirigismus übelster Art.“
Die nationalen Branchenverbände kooperierten bei ihrem Widerstand gegen den EGKS nur punktuell. Die CSSF nahm fälschlich an, dass Bonn dem EGKS nicht zustimmen werde. Als sie das Gegenteil erfuhren, beschlossen sie zusammen mit dem Verband der luxemburgischen Hüttenherren (GISL) die Taktik „den Plan annehmen, aber sofort eine Revision der wirklich wichtigen Punkte verlangen“. Eile schien geboten, da mit dem Zustandekommen der obersten Unionsbehörde die alte Internationale Ruhrbehörde höchstwahrscheinlich verschwinden und die für Franzosen und Luxemburger mit ihren großen Minette-Vorkommen sehr wichtige Frage der Kohleverteilung sich demnach von Anbeginn stellen würde. Die Revision der Texte müsse stattfinden, noch bevor die Hohe Behörde überhaupt zum Einsatz gelangte.

### Abnahmezwang
Deutschlands Stahlwerken wurde der Import billiger amerikanischer Kohle mit Rücksicht auf den Ruhrbergbau verboten. 1965/66 war die US-Kohle pro Tonne 15 D-Mark billiger als Ruhrkohle. Hans-Günther Sohl, WVESI-Vorsitzender und Generaldirektor der August Thyssen-Hütte, äußerte, dass deshalb in der Stahlindustrie Kurzarbeit und Entlassungen drohten. Notfalls müsse die deutsche Stahlindustrie ins EWG-Ausland abwandern. Der Kohle wegen auf Jahre hinaus mit roten Zahlen zu arbeiten, sei niemandem zuzumuten.

### Bevorzugung Belgiens
Auf Ruhrkohle und Hollandkohle erhob die Hohe Behörde einen Zuschlag, der in die Modernisierung des belgischen Bergbaus fließen sollte, um ihn effizienter und damit konkurrenzfähiger zu machen. Die Behörde griff nicht ein, als dort nichts Nennenswertes geschah.